# Sphenops sepsoides
Sphenops sepsoides är en ödleart som beskrevs av  Jean Victor Audouin 1829. Sphenops sepsoides ingår i släktet Sphenops och familjen skinkar. IUCN kategoriserar arten globalt som livskraftig. Inga underarter finns listade i Catalogue of Life.